# Ніколай Реек
Ніколай Реек (нар. Ніколай Базиков ; 1 лютого 1890,Таллінн, Естонія — 8 травня 1942 Усоллаг, Пермська область, Радянський Союз ) — естонський військовий командир під час Війни за незалежність Естонії.

## Життєпис
У 1910 закінчив Чугуївське військове училище. Брав участь у Першій світовій війні, у 1917 закінчив Імператорську Миколаївську військову академію. Реек приєднався до естонських частин у 1917 і був начальником штабу до розпуску цих підрозділів. Після цього організував Лігу оборони у Вірумаа. 
У Визвольній війні Естонії Реек спочатку був командиром 5-го полку на Віруському фронті, у січні 1919 став начальником штабу 1-ї дивізії, у квітні став начальником штабу 3-ї дивізії. Реек зіграв важливу роль у перемозі у війні проти Балтійського ландсверу. У вересні 1919  отримав звання полковника і обіймав посаду начальника штабу Віруського фронту. Після війни Реек неодноразово служив на посадах начальника штабу, міністра оборони та командира 2-ї дивізії. У 1938 Реек отримав звання генерал-лейтенанта. У 1941 більшовицька окупаційна влада заарештувала Реека, а наступного року стратила його.
Реек нагороджений Латвійським військовим орденом Лачплесіса 2 ступеня.

## Дивіться також
- Війна за незалежність Естонії